# Koerberiella
Koerberiella är ett släkte av lavar. Enligt Catalogue of Life ingår Koerberiella i familjen Porpidiaceae, ordningen Lecideales, klassen Lecanoromycetes, divisionen sporsäcksvampar och riket svampar, men enligt Dyntaxa är tillhörigheten istället familjen Lecideaceae, klassen Lecanoromycetes, divisionen sporsäcksvampar och riket svampar.
|              | Porpidia                                 |
|              |                                          |
|              | Pachyphysis                              |
|              |                                          |
|              | Clauzadea                                |
|              |                                          |
|              | Bellemerea                               |
|              |                                          |
| Koerberiella | \| \| Koerberiella johnsonii \| \| \| \| |
|              | \| \| Koerberiella johnsonii \| \| \| \| |
|              | Labyrintha                               |
|              |                                          |
|              | Catarrhospora                            |
|              |                                          |
|              | Stenhammarella                           |
|              |                                          |
|              | Poeltiaria                               |
|              |                                          |
|              | Paraporpidia                             |
|              |                                          |
|              | Stephanocyclos                           |
|              |                                          |
|              | Xenolecia                                |
|              |                                          |
|              | Poeltidea                                |
|              |                                          |
|              | Koerberiella johnsonii                   |
|              |                                          |

|  | Koerberiella johnsonii |
|  |                        |